# أستراليا المفتوحة 1979
هنا قائمة ببطولات أستراليا المفتوحة لسنة 1979:

## الكبار

### فردي رجال
غواليرمو فيلاس () هزم جون سدراي (), 7-6, 6-3, 6-2

### فردي سيدات
باربرا جوردن () هزم شارون والاش (), 6-3, 6-3